# هندسه ناجابجایی
هندسه ناجابجایی (به انگلیسی: Noncommutative Geometry) (NCG) شاخه‌ای از ریاضیات است که به دنبال رهیافتی هندسی برای جبر ناجابجایی می‌باشد و این کار را با ساختن فضاهایی انجام می‌دهد که به‌طور موضعی توسط جبرهای ناجابجایی توابع (احتمالاً به شکل تعمیم یافتهٔ آن) نمایشه یافته‌اند. یک جبر ناجابجایی جبری شرکت پذیر است که در آن عمل ضرب جابجایی نیست، یعنی در آن xy لزوماً برابر با yx نیست؛ یا به‌طور کلی تر، ساختاری جبریست که در آن یکی از عملیات دوتایی بنیادینش جابجاپذیر نمی‌باشد. به این ساختار ناجابجایی از توابع، ساختارهای اضافی چون توپولوژی یا نرم هم اضافه می‌شود.
یکی از رهیافت‌هایی که موجب به‌وجود آمدن بینش عمیقی در مورد فضاهای ناجابجایی می‌گردد، از طریق جبرهای عملگری است (یعنی جبر عملگرهای خطی کراندار روی یک فضای هیلبرت). شاید یکی از مثال‌های نمونه‌ای و خوب از فضاهای ناجابجایی، «چنبره‌های ناجابجایی» باشند، که در اوایل توسعه این شاخه علمی در دهه ۱۹۸۰ میلادی نقش کلیدی داشته و منجر به تولید نسخه‌های ناجابجایی از کلاف‌های برداری، التصاق‌ها، انحناها و … شدند.

## انگیزه‌ها
اولین انگیزه برای هندسه ناجابجایی، توسعهٔ دوگانی بین فضاها و توابع در بستر ناجابجایی است. در ریاضیات، فضاهایی که ماهیت هندسی دارند را می‌توان به توابع عددی بر روی آن‌ها مرتبط ساخت. در کل چنین توابعی به شکل حلقه‌های ناجابجایی هستند. به عنوان مثال، می‌توان حلقه C(X) از توابع پیوسته مختلط-مقدار را که بر روی یک فضای توپولوژیکی مثل X تعریف شده‌اند را در نظر گرفت. در بسیاری از موارد (به عنوان مثال زمانی که این فضا، یک فضای هاسدورف فشرده باشد)، می‌توانیم X را از روی C(X) بازسازی کرد و لذا معنادار است که بگوییم X یک توپولوژی جابجایی دارد.

## ارجاعات
1. ↑  Khalkhali & Marcolli 2008, p. 171.
2. ↑  Khalkhali & Marcolli 2008, p. 21.